# Sthenias pascoei
Sthenias pascoei là một loài bọ cánh cứng trong họ Cerambycidae.